# Homerland
Homerland (v anglickém originále Homerland) je 1. díl 25. řady (celkem 531.) amerického animovaného seriálu Simpsonovi. Scénář napsala Stephanie Gillisová a díl režíroval Bob Anderson. V USA měl premiéru dne 29. září 2013 na stanici Fox Broadcasting Company a v Česku byl poprvé vysílán 1. května 2014 na stanici Prima Cool.

## Děj
Homer odjíždí z domu, aby se s Lennym a Carlem zúčastnil sjezdu o jaderné energii v Boise ve státě Idaho. Všichni tři využijí této příležitosti k tomu, aby se pořádně napili, počínaje cestou na letiště, a posbírali co nejvíce zboží zdarma. Přestože jsou ze sjezdu za své nevhodné chování vyhozeni, zúčastní se večírku po jeho ukončení. Zbytek rodiny Simpsonových čeká na Homera na letišti, ale jeho neúčast je šokuje. Lenny a Carl se neuměle snaží Simpsonovy utěšit a Patty se Selmou to dělají se zlomyslnou radostí. 
Homer se vrací o několik dní později, ale s nápadnými změnami v chování: už neškrtí Barta za sarkastické poznámky, odmítá jíst vepřové kotlety a pít pivo a modlí se na něčem, co vypadá jako modlitební rohožka, a přitom se dívá směrem ke Střednímu východu. Občas má krátké záblesky, kdy nastupuje do neoznačené dodávky a sedí na židli se sluchátky na uších a se sevřenými zápěstími, jako by byl mučen. Když Líza zaslechne rozhovor mezi šéfem Wiggumem a Apuem o zvěstech o teroristickém agentovi ve Springfieldu, začne mít podezření, že Homer byl unesen a indoktrinován jako muslim, aby mohl provést útok. Když ho uvidí, jak si prohlíží plány Springfieldské jaderné elektrárny, její obavy ji přimějí oznámit to FBI. 
Agentka Annie Crawfordová, jež trpí bipolární poruchou, se ujímá Lízina telefonátu a vede vyšetřovací tým. Pronikne na přespávací párty, kterou pořádají Bart a Milhouse, a pak vklouzne do postele k Marge a Homerovi, aby mu řekla, že ví, co plánuje. Druhý den Homer přinese přes bezpečnostní bránu do továrny velké zařízení zakryté plachtou a postaví ho ve sklepě. Líza běží k elektrárně ve snaze zabránit Homerovi, aby ji zničil, ale ten jí řekne, že se jen chystá zajistit, aby elektrárna už neničila životní prostředí. Jeho zařízení je ve skutečnosti nádrž naplněná zkyslým mlékem a zkaženým kuřetem, které hodlá napumpovat do klimatizačního systému, aby zápach vyhnal všechny z pozemku. 
Homer zaspal a zmeškal let domů z Boise. Dodávku, do které nastoupil, použila skupina ekologických aktivistických hippiů, kteří ho svezli zpátky do Springfieldu. Cestou ho přesvědčili, aby se stal vegetariánem, přesvědčili ho o ničivých účincích rostlin na životní prostředí a podrobili ho odvykací kúře od alkoholu, která zahrnovala poslech hudby Grateful Dead a několikadenní sezení v sauně. Podložka, kterou Líza viděla Homera používat, byl koberec s afirmacemi napsanými velmi malým písmem, které ho nutily klečet, aby si je mohl přečíst. 
Annie a její tým vtrhnou dovnitř a Homera spoutají, ale Líza aktivuje zařízení, aby dokončila jeho práci, a uvědomí si, že teď mají přinejmenším jednu věc společnou – touhu vidět elektrárnu nadobro zavřenou. Mise se nezdaří, protože klimatizační systém v první řadě nikdy nefungoval správně, ale protože se jedná o porušení bezpečnosti, musí být elektrárna dočasně odstavena a pan Burns je zatčen. Líza doufá, že si Homer své nové chování udrží, ale po vypití piva Duff, které se pod kontrolou Vočka snese z nebe na padáku, se rychle vrátí ke starému chování. Annie si vezme velkou dávku léků na svou bipolární poruchu, čímž změní ponurý městský blok v živé duhové omámení, a při odchodu z továrny shodí Ralpha Wigguma na zem.

## Přijetí
Epizoda získala obecně pozitivní hodnocení. 
Dennis Perkins z The A.V. Clubu udělil dílu známku B− a řekl: „Nakonec je tu několik vtipných hlášek, trik úplně nepřeválcuje příběh a věci se vrátí na své místo pro další díl. Pro novou řadu Simpsonových to není nejhorší znamení. Těším se na ni s obezřetným optimismem a otevřenou myslí.“.
Teresa Lopezová z TV Fanatic udělila epizodě 4 hvězdičky z 5: „Simpsonovi vždycky odváděli vynikající práci s parodiemi a dnešní večer nebyl výjimkou. Seriál nejprve zahájil chytrou springfieldskou verzí úvodu seriálu Homeland, načež vytvořil dokonalou míru děsivosti Homerovy proměny. Jeho náhlá abstinence od vepřového i alkoholu byla jedna věc, ale pak šel a použil ubrousek. Přesně zrcadlil Brodyho klidné soustředění a bylo to docela zábavné.“.
V původním vysílání epizodu sledovalo 6,37 milionu diváků, měla průměrný rating 2,9 mezi diváky ve věku od 18 do 49 let a byla nejlépe hodnoceným pořadem bloku Animation Domination toho večera.